# Malino (Macédoine du Nord)
Pour les articles homonymes, voir Malino.
Malino (en macédonien Малино) est un village du centre de la Macédoine du Nord, situé dans la municipalité de Sveti Nikole. Le village comptait 45 habitants en 2002.

## Démographie
Lors du recensement de 2002, le village comptait :
- Macédoniens : 45